# Nouzilly
Nouzilly är en kommun i departementet Indre-et-Loire i regionen Centre-Val de Loire i de centrala delarna av Frankrike. Kommunen ligger i kantonen Château-Renault som tillhör arrondissementet Tours. År 2022 hade Nouzilly 1 236 invånare.

## Befolkningsutveckling
Antalet invånare i kommunen Nouzilly
Referens:INSEE